# Kavatjärnen (Ore socken, Dalarna)
Kavatjärnen är en sjö i Rättviks kommun i Dalarna och ingår i Dalälvens huvudavrinningsområde.